# Go Your Own Way
«Go Your Own Way» — пісня гурту Fleetwood Mac, випущена 1976 року. Вийшла в альбомі Rumours, а також як сингл.
Ця пісня потрапила до списку 500 найкращих пісень усіх часів за версією журналу Rolling Stone. В чарті Billboard Hot 100 досягала 10-ї позиції.
- фрагмент пісніⓘ

## Чарти
| Чарт (1977)                                                | Найвища позиція |
| ---------------------------------------------------------- | --------------- |
| Australia (Kent Music Report)                              | 20              |
| Бельгія (Ultratop Flanders)                                | 1               |
| Canada Top Singles (RPM)                                   | 11              |
| Canada Adult Contemporary (RPM)                            | 43              |
| Нідерланди (Dutch Top 40)                                  | 1               |
| Нідерланди (Mega Single Top 100)                           | 1               |
| Нова Зеландія (RIANZ)                                      | 23              |
| South Africa (Springbok Radio)                             | 4               |
| Велика Британія (UK Singles Chart)                         | 38              |
| США (Billboard Hot 100)                                    | 10              |
| США (Adult Contemporary) (Billboard)                       | 45              |
| US Cash Box Top 100                                        | 10              |
| Федеративна Республіка Німеччина (Чарти GfK Entertainment) | 11              |

| Чарт (2019)            | Найвища позиція |
| ---------------------- | --------------- |
| Ireland (IRMA) Top 100 | 95              |

| Чарт (2020)                      | Найвища позиція |
| -------------------------------- | --------------- |
| США (Hot Rock Songs) (Billboard) | 19              |

| Чарт (2023)            | Найвища позиція |
| ---------------------- | --------------- |
| Ireland (IRMA) Top 100 | 93              |

| Чарт (1977)                  | Позиція |
| ---------------------------- | ------- |
| Belgium (Ultratop Flanders)  | 17      |
| Canada Top Singles (RPM)     | 109     |
| Netherlands (Dutch Top 40)   | 7       |
| Netherlands (Single Top 100) | 6       |
| US Billboard Hot 100         | 94      |
| US Cash Box Top 100          | 86      |

| Чарт (2022)      | Позиція |
| ---------------- | ------- |
| Australia (ARIA) | 91      |

| Регіон                                                      | Сертифікація  | Продажі   |
| ----------------------------------------------------------- | ------------- | --------- |
| Данія (IFPI Denmark)                                        | Золотий       | 45 000    |
| Італія (FIMI)                                               | Золотий       | 50 000    |
| Нова Зеландія (RIANZ)                                       | 7× Платиновий | 210 000   |
| Велика Британія (BPI)                                       | 3× Платиновий | 1 800 000 |
| продажі+прослуховування, що базуються лише на сертифікаціях |               |           |